# Georg Julius Berling
Georg Julius Berling, auch Georg Berling (* 30. Mai 1817 in Altenkirchen (Rügen); † 16. Juni 1873 in Anklam) war ein deutscher Arzt und plattdeutscher Dichter.

## Leben
Georg Julius Berling wurde nach dem Tod seines Vaters ab 1823 von seinem Onkel, dem Pastor Sellin in Blesewitz erzogen. Er besuchte die Oberstufe der Gymnasien in Friedland (Mecklenburg) und Greifswald. Anschließend studierte er an den Universitäten Greifswald und Jena Medizin. Seine Promotion erfolgte November 1842 in Greifswald. Danach ließ er sich in Anklam als Arzt nieder, wo er bis an sein Lebensende wohnte. 
Berling verfasste Gedichte in niederdeutscher Sprache, die er in einer zweibändigen Sammlung veröffentlichte. Fritz Reuter begrüßte das Erscheinen des ersten Heftes der plattdeutschen Gedichte am 3. Februar 1860 mit einer gereimten Epistel.

## Schriften
- Lustig un Trurig as't jerer hewn will. Eine Sammlung plattdeutscher Gedichte in Neupommerscher Mundart.

Heft 1: Dietze, Anklam 1860.
Heft 2: Dietze, Anklam 1861.
Neue Ausg. u. d. T. Lustig un trurig : plattdeutsche Gedichte, bes. von Karl Theodor Gaedertz. Berlin : Klönne, 1884.
- Der practische Thier-Ausstopfer (Taxidermist), oder gründliche Anweisung, Säugethiere, Vögel, Amphibien, Fische und Schaalthiere nach einer neuen Methode ... auszustopfen ... : ein Leitfaden zum Selbstunterrichte ... Berlin : Schotte, 1861.